# Hoportyó
Hoportyó är en kulle i Ungern.   Den ligger i provinsen Szabolcs-Szatmár-Bereg, i den nordöstra delen av landet, 230 km öster om huvudstaden Budapest. Toppen på Hoportyó är 178 meter över havet.
Terrängen runt Hoportyó är huvudsakligen mycket platt. Hoportyó är den högsta punkten i trakten. Runt Hoportyó är det ganska tätbefolkat, med 60 invånare per kvadratkilometer. Närmaste större samhälle är Nyírbátor, 11,4 km nordost om Hoportyó. Omgivningarna runt Hoportyó är en mosaik av jordbruksmark och naturlig växtlighet.